# 모라 티어니
모라 티어니(Maura Tierney, 1965년 2월 3일 ~ )는 미국의 배우이다.

## 출연 작품
- 라이어 라이어
- 포스 오브 네이처
- 세미 프로
- 트위스터스 - 캐시 역